# Deskle
Deskle este o localitate din comuna Kanal ob Soči, Slovenia, cu o populație de 1.324 de locuitori.